# Nomada utensis
Nomada utensis är en biart som beskrevs av Swenk 1913. Nomada utensis ingår i släktet gökbin, och familjen långtungebin. Inga underarter finns listade i Catalogue of Life.